# نیروی هوایی قطر
نیروی هوایی قطر (به عربی: القوات الجوية القطرية) شاخه‌ای از نیروهای مسلح قطر است که به رزم هوایی می‌پردازد.

## تاریخچه
در مارس ۱۹۶۷ در پاسخ به اعلام انگلستان مبنی بر خروج نیروهای مسلح خود از خلیج فارس، کشور قطر تصمیم به ایجاد نیروهای مسلح و تأسیس گروه هوایی امنیت عمومی قطر نمود. این نیرو در سال ۱۹۷۴ به نیروی هوایی امیری قطر تغییر نام یافت.
نیروی هوایی قطر در سال ۱۹۷۹ به صورت گسترده توسعه خود را آغاز کرد و شش فروند داسو/دورنیه آلفا جت سفارش داد. در سال ۱۹۸۰ این نیرو ۱۴ فروند داسو میراژ اف۱ سفارش داد که بین سال‌های ۱۹۸۰ تا ۱۹۸۴ به این نیرو پیوستند.
در سال ۱۹۹۱ در طول جنگ خلیج فارس نیروی هوایی قطر به حمله علیه نیروهای عراقی کمک کرد. پس از پایان جنگ، دولت با احداث پایگاه هوایی العدید در جنوب غربی دوحه سعی در تقویت دفاع هوایی خود داشت.
در سال ۲۰۰۵ نیروی هوایی در تمریناتی به همراه خدمات پزشکی و تیم‌های فوریت‌های پزشکی برای برقراری همکاری با همتایان آمریکایی خود شرکت کردند. واحد ۲۶ اعزامی دریایی آمریکا در این عملیات برای میزبانی بازی‌های آسیایی ۲۰۰۶ شرکت نمودند.
تا سال ۲۰۱۰ تعداد پرسنل نیروی هوایی قطر به ۲٬۱۰۰ نفر رسید و هواگردهای این نیرو، شامل تعدادی بوئینگ سی-۱۷ گلوبمستر ۳، داسو میراژ-۲۰۰۰، آئروسپاسیال غزال بود. این هواگردها از پایگاه هوایی العدید یا فرودگاه بین‌المللی دوحه پرواز می‌کردند و پرسنل نیز توسط مربیان انگلیسی آموزش می‌دیدند. در مه ۲۰۱۵ نیروی هوایی قطر قراردادی برای خرید ۲۴ فروند داسو رافال به ارزش ۷ میلیارد دلار ثبت کرد. در نوامبر ۲۰۱۶، قرارداد خرید ۳۶ فروند اف-۱۵، به مبلغ ۲۱٫۱ میلیارد دلار، با امکان اضافه شدن ۳۶ فروند دیگر، با آمریکا امضا شد. در سپتامبر ۲۰۱۷، قراردادی جهت خرید ۲۴ فروند یوروفایتر تایفون، با بریتانیا به‌ثبت رسید. در دسامبر ۲۰۱۷، قراردادی برای دریافت ۱۲ فروند داسو رافال دیگر با امکان افزوده شدن ۳۶ فروند دیگر، با فرانسه امضا شد. در اوت ۲۰۱۸، قطر تصمیم خود برای ساخت پایگاهی هوایی به‌نام تمیم بن حمد آل ثانی و توسعه و گسترش پایگاه‌های سابق خود را اعلام کرد.

## پایگاه‌های هوایی
- پایگاه هوایی العدید
- پایگاه هوایی دوحه
- پایگاه هوایی دخان
- فرودگاه نیروی هوایی سلطنتی لیمینگ[۹]

## ناوگان
- هواپیمای نظامی
  - داسو/دورنیه آلفا جت - ۶ فروند
  - داسو میراژ-۲۰۰۰ - ۹ فروند
  - داسو رافال - ۲۳ فروند و ۱۳ فروند دیگر سفارش داده شد.
  - مک‌دانل داگلاس اف-۱۵ئی استرایک ایگل - ۳۶ فروند (سفارش داده شده)
  - یوروفایتر تایفون - ۲۴ فروند (سفارش داده شده)
- سوخت‌گیری هوایی
  - ایرباس ای۳۳۰ ام‌آرتی‌تی - ۲ فروند (سفارش داده شده)
- هواگرد ترابری نظامی
  - بوئینگ سی-۱۷ گلوبمستر ۳ - ۸ فروند
  - لاکهید مارتین سی-۱۳۰جی سوپر هرکولس - ۴ فروند
- بالگرد
  - بوئینگ ای‌اچ-۶۴ آپاچی - ۳ فروند
  - ان‌اچ‌اینداستریز ان‌اچ۹۰ - ۲۸ فروند (سفارش داده شده)
  - آگوستاوستلند ای‌دابلیو۱۳۹ - ۱۹ فروند
  - آئروسپاسیال غزال - ۱۳ فروند
- هواگرد آموزشی
  - بی‌ای‌ئی سیستمز هاوک - ۹ فروند (سفارش داده شده)
  - یوروکوپتر ای‌اس۳۵۰ اکوروی - ۱۶ فروند (سفارش داده شده)
  - داسو میراژ-۲۰۰۰ - ۳ فروند
  - پیلاتوس پی‌سی-۲۱ - ۲۴ فروند
  - ام‌اف‌آی-۱۷ موششاک - ۸ فروند